# Nikolaus von Maillot de la Treille

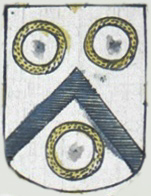
Escudo principal del teniente general bávaro Nicolas Maillot de la Treille

Nikolaus Hubert Freiherr von Maillot de la Treille (25 de septiembre de 1774 - 28 de agosto de 1834) fue un teniente general bávaro y Ministro de Guerra bajo los gobiernos de Maximiliano I José y Luis I de Baviera.

## Biografía
Maillot de la Treille nació en Jülich. Se unió al cuerpo de cadetes del Ejército bávaro en 1776, y participó en las campañas durante 1800 y 1815. Durante la guerra, nació su hijo August en 1803. En 1813 se convirtió en mayor general y brigadier, y fue representante militar bávaro de la Confederación Germánica después de 1819. Obligado por el mariscal de campo Karl Philipp von Wrede y por el Príncipe de la Corona Luis, se convirtió en ministro del estado para el ejército (Staatsminister der Armee) el 30 de septiembre de 1822 y avanzó hasta el rango de teniente general en 1824. En 1826 el puesto ministerial fue renombrado como "ministro de guerra". Maillot de la Treille se retiró en 1829 y murió en Múnich, donde fue enterrado en el Antiguo Cementerio del Sur.
La mansión de Maillot de la Treille en Schwabing fue construida por el arquitecto Jean Baptiste Métivier.